# Pieters Restaurant
Pieters Restaurant is een eetgelegenheid in Bergambacht van chef-kok Pieter de Ronde. Het restaurant heeft sinds 29 maart 2021 een Michelinster.

## Locatie
Het restaurant is gevestigd in Bergambacht, een dorp in de Krimpenerwaard. Het pand stamt uit 1907, het is een oude dubbelwoning aan de hoofdstraat van het dorp. Voor de opening in 2014 werd het gebouw gedurende een jaar verbouwd. Pieters Restaurant heeft een terras, met ongeveer hetzelfde aantal zitplaatsen als binnen.

## Geschiedenis
Voor chef-kok Pieter de Ronde in 2014 zijn eigen restaurant opende, deed hij ervaring op bij verschillende Nederlandse toprestaurants met een Michelinster. Zo stond hij onder andere in de keukens van Cour du Nord, De Hoefslag en volgde hij Robert Kranenborg op in het restaurant van Hotel Corona. Op 9 mei 2014 opende Pieters Restaurant haar deuren in Bergambacht.

### Erkenning
Restaurant Pieters won in het jaar van de opening De Gouden Pollepel Groene Hart, een restaurantprijs van het Algemeen Dagblad. De zaak hoort volgens de Nederlandse culinaire gids Lekker bij de beste 500 restaurants van Nederland. In maart 2021 werd Pieters Restaurant onderscheiden met een Michelinster. GaultMillau kende het restaurant in 2024 14,5 punten van de maximaal 20 punten toe.